# IC 4810
IC 4810 ist eine Balken-Spiralgalaxie vom Hubble-Typ SBcd im Sternbild Teleskop am Südsternhimmel. Sie ist schätzungsweise 139 Millionen Lichtjahre von der Milchstraße entfernt und hat einen Durchmesser von etwa 140.000 Lichtjahren.

Das Objekt wurde am 16. September 1901 von DeLisle Stewart entdeckt.